# Sunshine Tour 2007
De Sunshine Tour 2007 was het achtste seizoen van de Sunshine Tour. Het omvatte een serie van golftoernooien voor golfprofessionals, dat grotendeels plaatsvond in Zuid-Afrika. Het seizoen startte in januari 2007 en eindigde in eind december 2007. In tegenstelling tot vorige seizoenen, werd dit seizoen niet meer gespeeld over twee verschillende jaren.
De toernooien die in 2007 plaatsvonden bij de Sunshine Tour 2006/07, werden automatisch opgenomen voor dit kalenderjaar en de respectievelijke winnaars bleven ongewijzigd.
Naast Zuid-Afrika, vond er ook golftoernooien plaats in andere Afrikaanse landen zoals Swaziland en Zambia.
De "Order of Merit" van dit seizoen werd gewonnen door de Zuid-Afrikaan James Kingston.

## Kalender
| Datums | Datums | Toernooi                                       | Baan                          | Plaats           | Winnaar             | Score | Score               | Aantekeningen                        |
| ------ | ------ | ---------------------------------------------- | ----------------------------- | ---------------- | ------------------- | ----- | ------------------- | ------------------------------------ |
| 11-01  | 14-01  | Joburg Open                                    | Johannesburg & Kensington GC  | Johannesburg     | Ariel Canete        | 266   | –19                 | Nieuw toernooi                       |
| 25-01  | 28-01  | Dimension Data Pro-Am                          | Gary Player Country Club      | Sun City         | Louis Oosthuizen    | 277   | –11                 |                                      |
| 01-02  | 04-02  | Nashua Masters                                 | Wild Coast Sun Country Club   | Port Alfred      | Jean Hugo po        | 269   | –11                 | Won de play-off van Titch Moore      |
| 15-02  | 18-02  | Vodacom Championship                           | Pretoria Country Club         | Pretoria         | Richard Sterne po   | 274   | –14                 | Won de play-off van Louis Oosthuizen |
| 21-02  | 25-02  | Telkom PGA Championship                        | Country Club Johannesburg     | Johannesburg     | Louis Oosthuizen    | 266   | –22                 |                                      |
| 08-03  | 11-03  | Mount Edgecombe Trophy                         | Mount Edgecombe Country Club  | Durban           | Steve van Vuuren    | 276   | –12                 | Vorig toernooi dateerde van 1994     |
| 30-03  | 01-04  | Zambia Open                                    | Ndola Golf Club               | Ndola            | Steve Basson        | 206   | –13                 |                                      |
| 13-04  | 15-04  | Eskom Power Cup                                | Pecanwood Golf & Country Club | Hartbeespoort    | Chris Swanepoel     | 199   | –17                 |                                      |
| 18-04  | 21-04  | Vodacom Origins of Golf Tour (Arabella)        | Arabella Country Estate       | Kleinmond        | Andrew Curlewis     | 207   | –9                  |                                      |
| 02-05  | 05-05  | Royal Swazi Sun Open                           | Royal Swazi Spa Country Club  | Mbabane          | Des Terblanche      | 50    | "stablefordtelling" |                                      |
| 09-05  | 11-05  | Vodacom Origins of Golf Tour (Pretoria)        | Pretoria Country Club         | Pretoria         | Hennie Otto         | 201   | –15                 |                                      |
| 17-05  | 19-05  | Sun Coast Classic                              | Durban Country Club           | Durban           | Adilson da Silva    | 208   | –8                  |                                      |
| 08-06  | 10-06  | Lombard Insurance Classic                      | Royal Swazi Spa Country Club  | Mbabane          | Peter Karmis        | 200   | –16                 | Nieuw toernooi                       |
| 13-06  | 15-06  | Vodacom Origins of Golf Tour (KwaZoeloe-Natal) | Selborne Country Club         | Pennington       | George Coetzee      | 207   | –9                  |                                      |
| 28-06  | 30-06  | Nashua Golf Challenge                          | Gary Player Country Club      | Sun City         | Warren Abery        | 207   | –9                  | Nieuw toernooi                       |
| 01-08  | 03-08  | Vodacom Origins of Golf Tour (Bloemfontein)    | Bloemfontein Golf Club        | Bloemfontein     | Ulrich van den Berg | 202   | –14                 |                                      |
| 22-08  | 24-08  | Vodacom Origins of Golf Tour (Fancourt)        | Fancourt - The Links          | George           | Adilson da Silva po | 217   | –2                  | Won de play-off van Warren Abery     |
| 29-08  | 31-08  | Telkom PGA Pro-Am                              | Centurion Country Club        | Centurion        | Michiel Bothma      | 204   | –12                 |                                      |
| 06-09  | 08-09  | Eskom Power Cup                                | Dainfern Country Club         | Sandton          | James Kamte         | 203   | –13                 |                                      |
| 26-09  | 28-09  | Vodacom Origins of Golf Tour (Finale)          | St. Francis Links Golf Club   | Sint-Francisbaai | Titch Moore         | 209   | –7                  |                                      |
| 05-10  | 07-10  | Highveld Classic                               | Witbank Golf Club             | Witbank          | Marc Cayeux         | 202   | –14                 |                                      |
| 18-10  | 20-10  | MTC Namibia PGA Championship                   | Windhoek Country Club         | Windhoek         | Keith Horne         | 195   | –18                 |                                      |
| 25-10  | 27-10  | Platinum Classic                               | Mooinooi Golf Club            | Mooinooi         | Louis Oosthuizen    | 205   | –11                 |                                      |
| 20-11  | 21-11  | Coca-Cola Charity Championship                 | Arabella Country Estate       | Kleinmond        | Titch Moore         | 211   | –5                  |                                      |
| 26-11  | 28-11  | Nedbank Affinity Cup                           | Lost City Golf Course         | Sun City         | Mark Murless        | 202   | –14                 | Nieuw toernooi                       |
| 29-11  | 02-12  | Nedbank Golf Challenge                         | Gary Player Country Club      | Sun City         | Trevor Immelman     | 272   | –16                 |                                      |
| 06-12  | 09-12  | Alfred Dunhill Kampioenschap                   | Leopard Creek Golf Club       | Malelane         | John Bickerton      | 275   | –13                 | [ 3 ]                                |
| 13-12  | 16-12  | South African Airways Open                     | Pearl Valley Golf Estates     | Paarl            | James Kingston      | 284   | –4                  | [ 3 ]                                |

## Order of Merit
| Orde | Speler           | # toernooien | Prijzengeld (R) |
| ---- | ---------------- | ------------ | --------------- |
| 1    | James Kingston   | 10           | 1.980.688       |
| 2    | Louis Oosthuizen | 8            | 1.596.845       |
| 3    | Andrew McLardy   | 5            | 1.387.474       |
| 4    | Hennie Otto      | 20           | 1.331.375       |
| 5    | Richard Sterne   | 5            | 966.546         |

- Ernie Els stond op de vijfde plaats, maar speelde slechts 3 toernooien. Hij moest minstens 5 toernooien spelen om op de lijst te staan.